# DTDP-ガラクトース-6-デヒドロゲナーゼ
dTDP-ガラクトース-6-デヒドロゲナーゼ（dTDP-galactose 6-dehydrogenase）は、次の化学反応を触媒する酸化還元酵素である。
反応式の通り、この酵素の基質はdTDP-D-ガラクトースとNAD+と水、生成物はdTDP-D-ガラクツロン酸とNADＰHとH+である。
組織名はdTDP-D-galactose:NADP+ 6-oxidoreductaseで、別名にthymidine-diphosphate-galactose dehydrogenaseがある。